# 薪资机
薪资机，又稱郵簡機，是一台將郵簡摺疊後密封的機器。郵簡機列印方式分為雷射與點陣式，雷射由於速度快、噪音小、使用壽命較長，適合使用量大的場所；點陣式則較為便宜。

## 簡介
郵簡規格通常為A4紙，一面先印製郵寄相關資訊，另一面書寫內容。當通過郵簡機時，郵簡便會摺疊黏合，以保密內文。郵簡機只需兩摺便可達到保密效果，但如果資料較多，也可以三摺。